# Lepidozia procera
Lepidozia procera là một loài rêu tản trong họ Lepidoziaceae. Loài này được Mitt. miêu tả khoa học lần đầu tiên năm 1859.